# Japanische Squashnationalmannschaft
Die japanische Squashnationalmannschaft ist die Gesamtheit der Kader des japanischen Squashverbandes Japan Squash Association. In ihm finden sich japanische Sportler wieder, die ihr Land sowohl in Einzel- als auch in Teamwettbewerben national und international im Squashsport repräsentieren.

## Historie

### Herren
Japan nahm erstmals 1983 bei einer Weltmeisterschaft teil. Ihr Debüt schloss die Mannschaft auf dem 17. Rang ab, was bis heute die beste Endplatzierung darstellt. Die zweite Teilnahme erfolgte erst 1989, seitdem nahm Japan bis auf drei Ausnahmen durchgängig an der Weltmeisterschaft teil. Dabei gelang es der japanischen Mannschaft bislang nie, über die Gruppenphase hinauszukommen.
Bei Asienmeisterschaften ist Japan regelmäßiger Teilnehmer. Eine Platzierung unter den besten vier Mannschaften gelang jedoch bislang nicht.

## Letzter WM-Kader
Bei der letzten Weltmeisterschaft 2023 bestand die japanische Mannschaft aus den folgenden Spielern:
| Rang | Name           | Geburtsdatum      | WRL | Einsätze | Siege | Niederlagen |
| ---- | -------------- | ----------------- | --- | -------- | ----- | ----------- |
| 1.   | Shōta Yasunari | 7. April 2002     | 247 | 5        | 1     | 4           |
| 2.   | Yujin Ikeda    | 14. März 2005     | 373 | 3        | 1     | 2           |
| 3.   | Yūta Andō      | 17. November 2002 | 366 | 4        | 2     | 2           |
| 4.   | Naoki Sone     | 28. Juli 1999     | −   | 1        | −     | 1           |

## Bilanz
| Herren |                    |                    |                    |                    |                    |
| Jahr   | Austragungsort     | Runde              | Platzierung        | Siege              | Niederlagen        |
| 1967   | Melbourne          | nicht teilgenommen | nicht teilgenommen | nicht teilgenommen | nicht teilgenommen |
| 1969   | Birmingham         | nicht teilgenommen | nicht teilgenommen | nicht teilgenommen | nicht teilgenommen |
| 1971   | Palmerston North   | nicht teilgenommen | nicht teilgenommen | nicht teilgenommen | nicht teilgenommen |
| 1973   | Johannesburg       | nicht teilgenommen | nicht teilgenommen | nicht teilgenommen | nicht teilgenommen |
| 1976   | Birmingham         | nicht teilgenommen | nicht teilgenommen | nicht teilgenommen | nicht teilgenommen |
| 1977   | Toronto            | nicht teilgenommen | nicht teilgenommen | nicht teilgenommen | nicht teilgenommen |
| 1979   | Brisbane           | nicht teilgenommen | nicht teilgenommen | nicht teilgenommen | nicht teilgenommen |
| 1981   | Stockholm          | nicht teilgenommen | nicht teilgenommen | nicht teilgenommen | nicht teilgenommen |
| 1983   | Auckland           | Gruppenphase       | 17.                | 2                  | 4                  |
| 1985   | Kairo              | nicht teilgenommen | nicht teilgenommen | nicht teilgenommen | nicht teilgenommen |
| 1987   | London             | nicht teilgenommen | nicht teilgenommen | nicht teilgenommen | nicht teilgenommen |
| 1989   | Singapur           | Gruppenphase       | 24.                | 1                  | 7                  |
| 1991   | Helsinki           | Gruppenphase       | 22.                | 1                  | 3                  |
| 1993   | Karatschi          | Gruppenphase       | 28.                | 0                  | 4                  |
| 1995   | Kairo              | Gruppenphase       | 30.                | 2                  | 4                  |
| 1997   | Petaling Jaya      | Gruppenphase       | 27.                | 3                  | 3                  |
| 1999   | Kairo              | Gruppenphase       | 26.                | 2                  | 5                  |
| 2001   | Melbourne          | Gruppenphase       | 23.                | 1                  | 5                  |
| 2003   | Wien               | Gruppenphase       | 24.                | 1                  | 5                  |
| 2005   | Islamabad          | nicht teilgenommen | nicht teilgenommen | nicht teilgenommen | nicht teilgenommen |
| 2007   | Chennai            | Gruppenphase       | 20.                | 2                  | 4                  |
| 2009   | Odense             | Gruppenphase       | 25.                | 3                  | 3                  |
| 2011   | Paderborn          | nicht teilgenommen | nicht teilgenommen | nicht teilgenommen | nicht teilgenommen |
| 2013   | Mülhausen          | Gruppenphase       | 22.                | 3                  | 4                  |
| 2015   | Kairo              | keine Austragung   | keine Austragung   | keine Austragung   | keine Austragung   |
| 2017   | Marseille          | nicht teilgenommen | nicht teilgenommen | nicht teilgenommen | nicht teilgenommen |
| 2019   | Washington, D.C.   | nicht teilgenommen | nicht teilgenommen | nicht teilgenommen | nicht teilgenommen |
| 2023   | Tauranga           | Gruppenphase       | 19.                | 2                  | 3                  |
| Gesamt | 13 / 27 Teilnahmen | 13 / 27 Teilnahmen | 0 Titel            | 23                 | 54                 |